# Brianola stebleri
Brianola stebleri är en kräftdjursart som beskrevs av Albert Monard 1926. Brianola stebleri ingår i släktet Brianola och familjen Canuellidae. Inga underarter finns listade i Catalogue of Life.